# マインフランケン大管区

下フランケン大管区
マインフランケン大管区
Gau Unterfranken (ドイツ語)
Gau Mainfranken (ドイツ語)

国の標語: Ein Volk, ein Reich, ein Führer（ドイツ語）
一つの民族、一つの国家、一人の総統国歌: Das Lied der Deutschen（ドイツ語）
世界に冠たるドイツ
党歌: Die Fahne hoch（ドイツ語）
旗を高く掲げよ

ナチス・ドイツの地図

【大管区登録番号】 第15番

マインフランケン大管区（ドイツ語: Gau Mainfranken）は、国民社会主義ドイツ労働者党（ナチ党）の設置した大管区の一つである。

## 概要
前身となる下フランケン（ウンターフランケン）大管区（Unterfranken）は1927年6月27日に設立された。1928年以降、大管区指導者は元歯科医のオットー・ヘルムートが務め、以前は大管区新聞の編集者で、ニュルンベルク出身のフランケン大管区指導者ユリウス・シュトライヒャーと自らを区別していた。1933年にヘルムートは国会議員に就任し、1934年7月1日には突撃隊連隊指導者、国家社会主義自動車軍団上級大将となる。大管区本部はヴュルツブルクの劇場通り（アドルフ・ヒトラー通りと改名）24番地のホテル・クロンプリンツの旧館に置かれた。この建物は1934年にナチ党によって買収され、建築家で後に市会議員となるフリッツ・ザールフランクが大管区本部施設に改築した。このほか、多くの機関がヴュルツブルクにあった。 大管区指導者学校と「フロリアン・ガイアー」と名付けられた教練城館はゲルヒスハイムに設置された。1935年、下フランケン大管区はマインフランケン大管区（Gau Mainfranken）に改称された。
ヘルムートはマインフランケン大管区を模範的地域とし、住民にアイデンティティを持たせようとした。彼は自らの大管区を「農民による大管区」と見なし、マインフランケンの国民を1525年のドイツ農民戦争を戦った農民の伝統を受け継ぐ中部フランケン人の「末裔」と見なした。農民戦争に於ける農民指導者フロリアン ガイアーの他、ヴォルフラム・フォン・エッシェンバッハ等の詩人や、画家のバルタザール・ノイマンの名が大管区の宣伝材料となった。ヘルムートは『マインフランケン美術賞（Mainfränkischen Kunstpreis）』（後にマックス・レーガー賞（Max-Reger-Preis）と改称）を創設し、以後「マインフランケン」という呼称が多く登場した（マインフランケン美術館、新聞、等）。1939年の大管区展『Mainfranken wie es strebt und schafft（努力し創造するマインフランケン）』では、活動の成果の総合的な展示を企画していた。
ヘルムートは、4月1日に行われた最初の大規模なユダヤ人に対するボイコット行動の3週間前の1933年3月11日にヴュルツブルクのユダヤ人商店、法律事務所、診療所の一時閉鎖を強要した。大管区経済顧問クルト・ハスリンガーは、ユダヤ人企業の「アーリア化」を進めるよう計画し、特に1937/38年の彼の後継者ハンス・フォーゲル博士は、強制売買、特にバート・キッシンゲン/ハンメルブルク地域の家畜接収に積極的に介入した。1938年11月の水晶の夜では、多くのシナゴーグや店舗が破壊された。1941年11月、ユダヤ人の東部地域への強制移送が開始された。
ヘルムートは、1939年9月1日の「全国防衛委員任命条例」に基づき、マインフランケン大管区が全18の軍管区の何れにも該当しない為、防衛委員の役職を与えられず失望した。全国の大管区が防衛地区と見なされ、各大管区指導者が全国防衛管区指導者の資格を得たのは、1942年11月16日の「全国防衛委員及び経済行政統一に関する条例」の施行後からであった。また、ヘルムートは1940年から大管区住宅委員を務め、1942年4月6日には労働者派遣全権委員となり、大戦末期の1944年9月25日には、大管区の国民突撃隊司令官となった。
「ヘルムート博士計画（Dr.-Hellmuth-Plan）」では、レーン高地とシュペッサルトに特別に選抜された人々による入植が計画されたが、1937年にレーンホーフが開墾された以外は結局失敗に終わった。 ヴュルツブルクの医師で大管区人種政策局長であったルートヴィヒ・シュミットは、国民の人種的・生物学的調査を実施した。1940年10月3日から6日にかけてヘルムートの命令により、計777名の患者がヴェルネックの療養所から移送された。その半数はロール・アム・マインの療養所と老人ホームに送られ、残りの半数は様々な中間施設を経て、ピルナ近くのゾンネンシュタインとハルトハイム安楽死施設に送られ、ガス室によって殺害された。
1945年4月2日、ヘルムートは家族と共に、エーベルン近くのウンターメルツバッハに逃げ、その後ハスフルト経由で4月9日にエッゴルツハイムに潜伏した。1945年4月14日、マインフランケンのナチ党は正式に解散した。

## 備考

### 大管区指導者
大管区指導者
- オットー・ヘルムート（1928年9月3日-1945年4月）

副大管区指導者
- ルートヴィヒ・ポエスル（ドイツ語版） （1931年10月1日-1937年9月）
- フリードリヒ・キューンライヒ（ドイツ語版）（1937年9月20日-1945年）

### 構成管区
- アシャッフェンブルク＝アルツェナウ
- ブリュッケナウ（英語版）＝ハンメルブルク（英語版）
- エーベルン（英語版）
- ハスフルト（英語版）
- キッシンゲン（英語版）

- キッツィンゲン（英語版）＝ゲーロルツホーフェン（英語版）
- マルクトハイデンフェルト＝カールシュタット
- ミュンナーシュタット（英語版）
- ノイシュタット・アム・マイン＝メルリッヒシュタット（英語版）
- オーベルンブルク＝ミルテンベルク
- オクセンフルト
- シュヴァインフルト
- ヴュルツブルク市
- ヴュルツブルク方面